# Niewłaściwy człowiek

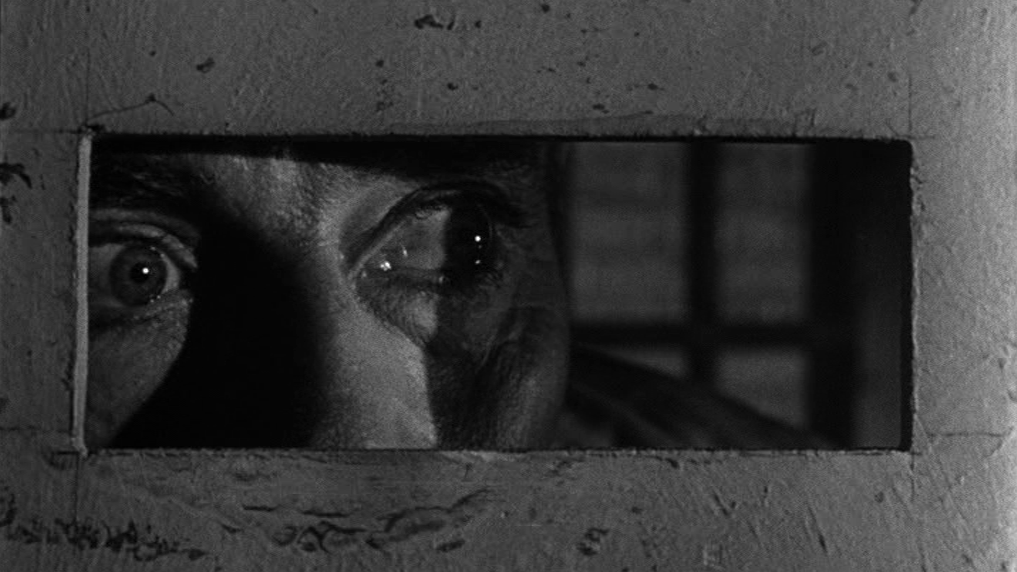
Kadr z filmu

Niewłaściwy człowiek (ang. The Wrong Man) – amerykański film kryminalny z 1956 roku, w reżyserii Alfreda Hitchcocka. Film zainspirowany został autentyczną historią.
Film znany też pod alternatywnymi tytułami Złodziej oraz Pomyłka.

## Fabuła
Żona Manny'ego Balestrero, Rose, cierpi na ból zębów. Brakuje jej jednak pieniędzy na dentystę. Mężczyzna postanawia pożyczyć gotówkę w firmie ubezpieczeniowej, w której Rose ma wykupioną polisę. Jednak pracownicy firmy omyłkowo identyfikują go jako poszukiwanego złodzieja. Manny zostaje aresztowany. 

## Główne role
- Henry Fonda - Christopher Emmanuel "Manny" Balestrero
- Vera Miles - Rose Balestrero
- Anthony Quayle - Frank O'Connor
- Harold J. Stone - Jack Lee